# دی دی وارویک
دلیا می واریک (به انگلیسی: Delia Mae Warrick) متولد ۱۹۴۲ در نیوآرک، معروف به دی دی وارویک (به انگلیسی: Dee Dee Warwick) خوانندهٔ مشهور در سبک سول وR&B بود.
او خواهر دیان وارویک و خواهرزادهٔ سیسی هیوستون و دخترخالهٔ ویتنی هیوستون دیگر خوانندگان آمریکایی است.